# Tatlı (Samux)
Tatlı è un comune dell'Azerbaigian situato nel distretto di Samux. Conta una popolazione di 926 abitanti.